# Ludosław Cichowicz
Ludosław Cichowicz (ur. 9 maja 1922 w Stawiskach, zm. 2 czerwca 1968 w Warszawie) – polski uczony w zakresie astronomii i geodezji, inspirator i organizator wielu przedsięwzięć i prac naukowo-badawczych, krajowych i międzynarodowych, dydaktyk i popularyzator nauki.

## Życiorys
Uczestnik kampanii wrześniowej, w czasie okupacji działacz podziemia w Warszawie i we Lwowie. We Lwowie ukończył tajną podchorążówkę, a w 1943 został aresztowany przez Gestapo, więzień obozów koncentracyjnych w Oświęcimiu i Buchenwaldzie. Po wojnie wyjechał do Belgii, gdzie podjął studia dziennikarskie. Po powrocie do kraju w 1947 rozpoczął studia na Wydziale Geodezji i Kartografii Politechniki Warszawskiej. Po studiach ukończonych w 1952 zatrudniony w Katedrze Astronomii Geodezyjnej Politechniki Warszawskiej. Organizator wypraw naukowych do Demokratycznej Republiki Wietnamu. Mocno zaangażowany w wiele projektów międzynarodowych z dziedziny geodezji satelitarnej, których często był inicjatorem i współorganizatorem.
Zmarł w czerwcu 1968 po ciężkiej chorobie.

## Działalność naukowa
Po ukończeniu studiów prowadził zajęcia dydaktyczne w Katedrze Astronomii Geodezyjnej Politechniki Warszawskiej. Współpracował w organizowaniu Obserwatorium Astronomicznego PW w Józefosławiu. Brał udział w pracach międzynarodowych służb czasu i szerokości. Współpracował z Komisją Międzynarodowego Roku Geofizycznego Polskiej Akademii Nauk. Zorganizował krajową sieć stacji obserwacyjnych sztucznych satelitów Ziemi i koordynował jej prace. W 1961 uzyskał stopień doktora nauk technicznych, a w 1967 stopień naukowy docenta. Uczestniczył w pracach wielu komisji współpracy międzynarodowej w dziedzinie geodezji satelitarnej. Autor ponad 40 prac ogłoszonych drukiem (także poza granicami kraju).

## Nagrody i wyróżnienia
- Złoty Krzyż Zasługi
- Srebrny Krzyż Zasługi